# Serie B de México 2019-20
La Temporada 2019-2020 de la Serie B de México fue el  44.º torneo de la competencia correspondiente a la LXX temporada de la Segunda División.  Como particularidad de esta edición, el 16 de marzo se suspendió la temporada regular de manera temporal como consecuencia de la Pandemia de COVID-19 en México, posteriormente, el 15 de abril de 2020 se dio por finalizado el torneo regular de la competencia, esperando reanudarlo con la fase de liguilla. Finalmente, el 22 de mayo se dio por concluido el torneo quedando sin disputar la fase de liguilla, por lo que no hubo campeón ni subcampeón de la temporada.

## Sistema de competición
El sistema de competición de este torneo se desarrolla en dos fases:
- Fase de calificación: que se integra por las jornadas del torneo regular.
- Fase final: que se integrará por los partidos de ida y vuelta en rondas de cuartos de final, de semifinal y final

### Fase de calificación
En la fase de calificación se observa el sistema de puntos. La ubicación en la tabla general está sujeta a lo siguiente:
- Por juego ganado se obtienen tres puntos (Si el visitante gana por diferencia de 2 o más goles se lleva el punto extra).
- Por juego empatado se obtiene un punto (En caso de empate a 2 o más goles se juegan en penales el punto extra).
- Por juego perdido no se otorgan puntos.

El orden de los clubes al final de la Fase de Calificación del torneo corresponderá a la suma de los puntos obtenidos por cada uno de ellos y se presentará en forma descendente. Si al finalizar las jornadas del torneo, dos o más clubes estuviesen empatados en puntos, su posición en la Tabla general será determinada atendiendo a los siguientes criterios de desempate:
1. Mejor diferencia entre los goles anotados y recibidos.
2. Mayor número de goles anotados.
3. Marcadores particulares entre los Clubes empatados.
4. Mayor número de goles anotados como visitante.
5. Mejor ubicado en la Tabla general de cociente.
6. Tabla Fair Play.
7. Sorteo.

Para determinar los lugares que ocuparán los Clubes que participen en la Fase final del Torneo se tomará como base la tabla general.
Participarán automáticamente por el título de Campeón de la Serie B los ocho lugares de la clasificación general.

### Fase final
Los ocho clubes calificados para cada liguilla del torneo serán reubicados de acuerdo con el lugar que ocupen en la Tabla General de la Temporada al término de la última jornada, con el puesto del número uno al club mejor clasificado, y así hasta el #8. Los partidos a esta fase se desarrollarán a visita, en las siguientes etapas:
- Cuartos de final
- Semifinales
- Final

Los clubes vencedores en los partidos de cuartos de final y semifinal serán aquellos que en los dos juegos anoten el mayor número de goles. De existir empate en el número de goles anotados, la posición se definirá a favor del club con mayor cantidad de goles a favor cuando actúe como visitante.
Si una vez aplicado el criterio anterior los clubes siguieran empatados, se observará la posición de los Clubes en la Tabla general de clasificación.
Los partidos correspondientes a la Fase final se jugarán obligatoriamente los días miércoles y sábado, y jueves y domingo eligiendo, en su caso, exclusivamente en forma descendente, los cuatro clubes mejor clasificados en la Tabla general al término de la jornada final, el día y horario de su partido como local. Los siguientes cuatro clubes podrán elegir únicamente el horario.
El club vencedor de la Final y por lo tanto campeón, será aquel que en los dos partidos anote el mayor número de goles. Si al término del tiempo reglamentario el partido está empatado, se agregarán dos tiempos extras de 15 minutos cada uno. De persistir el empate en estos periodos, se procederá a lanzar tiros penales hasta que resulte un vencedor.
Los partidos de cuartos de final se jugarán de la siguiente manera:
2° vs 7°
3° vs 6°
En las semifinales participarán los cuatro clubes vencedores de cuartos de final, reubicándolos del uno al cuatro, de acuerdo a su mejor posición en la Tabla general de clasificación al término de la última jornada del torneo, enfrentándose:
2° vs 3°
Disputarán el título de Campeón de la temporada los dos clubes vencedores de la fase semifinal correspondiente, reubicándolos del uno al dos, de acuerdo a su mejor posición en la Tabla general de clasificación al término de las jornadas del torneo.

## Cambios
- Deportivo Gladiadores desapareció. En su lugar fue creado el Deportivo Dongu.[3]
- La Paz nuevo equipo de expansión.[4]
- Deportivo Zitácuaro y Chapulineros de Oaxaca vuelven tras un año como franquicias congeladas.[5]
- Sporting Canamy descongeló su segunda franquicia y creó un nuevo equipo llamado Real Canamy Tlayacapan.[6]
- Atlético San Francisco fue ascendido desde la Tercera División. Al igual que Aguacateros CDU.[7]
- Cañoneros Marina, Atlético Saltillo Soccer y Mineros de Fresnillo FC fueron aceptados en la Serie A.[8]
- Deportivo Cafessa Jalisco fue aceptado en la Serie A, pero mantiene su equipo en Serie B, que fue renombrado como Cafessa Tlajomulco.[9]
- Celaya "B", Constructores de Gómez Palacio, y Sahuayo desaparecieron.
- Real Potosino no jugará la temporada 2019-2020.[10] En un principio, los propietarios habían vendido su franquicia a Salamanca,[11] pero esta no recibió el aval de la FMF y no pudo participar en la competencia.
- Ocelotes UNACH se convirtió en Cafetaleros de Chiapas "B", fue aceptado en la Serie A luego de trasladarse a Tapachula, lo que significó la desaparición del club original.[12]

## Equipos participantes

### Ascensos y descensos
| Pos | a la Serie B     |
| --- | ---------------- |
| x   | No hubo descenso |

| Pos | de la Tercera División |
| --- | ---------------------- |
| 2º  | Atlético San Francisco |
| 3º  | Aguacateros CDU        |

| Pos | a la Liga TDP                               |
| --- | ------------------------------------------- |
| X   | Sahuayo F. C.(Eliminó su equipo de Serie B) |

| Pos | a la Serie A                         |
| --- | ------------------------------------ |
| 5º  | Cañoneros Marina (campeón)           |
| 4º  | Mineros de Fresnillo (expansión)     |
| 7º  | Atlético Saltillo Soccer (expansión) |

### Equipos por Entidad Federativa
Se muestran las localizaciones en mapa de equipos de la Segunda División de México 2019-2020 Serie B.
Para la temporada 2019-2020, la entidad federativa de la República Mexicana con más equipos en la Serie B es el Estado de México con tres equipos.
| Entidad Federativa  | N.º | Equipos                                 |
| ------------------- | --- | --------------------------------------- |
| Estado de México    | 3   | Ciervos, Chimalhuacán y Deportivo Dongu |
| Michoacán           | 2   | Aguacateros CDU y Zitácuaro             |
| Morelos             | 2   | Cuautla y Real Canamy                   |
| Baja California Sur | 1   | La Paz                                  |
| Coahuila            | 1   | Calor                                   |
| Guanajuato          | 1   | Atlético San Francisco                  |
| Jalisco             | 1   | Cafessa Tlajomulco                      |
| Oaxaca              | 1   | Chapulineros                            |
| Sinaloa             | 1   | Dorados "B"                             |
| Zacatecas           | 1   | Mineros "B"                             |

### Información de los participantes
| Equipo                   | Entrenador          | Ciudad                               | Fundación      | Estadio                               | Aforo  | Filial de            |
| ------------------------ | ------------------- | ------------------------------------ | -------------- | ------------------------------------- | ------ | -------------------- |
| Aguacateros CDU          | José Muñoz          | Uruapan, Michoacán                   | 2018 (6 años)  | Unidad Deportiva Hermanos López Rayón | 5 000  |                      |
| Atlético San Francisco   | Emanuell Alvarado   | San Francisco del Rincón, Guanajuato | 1966 (58 años) | Domingo Velázquez                     | 3 500  |                      |
| Cafessa                  | Paulo César Chávez  | Tlajomulco de Zúñiga, Jalisco        | 2015 (9 años)  | Unidad Deportiva Mariano Otero        | 3 000  | D. Cafessa Jalisco   |
| Calor                    | Pedro Muñoz         | Monclova, Coahuila                   | 2001 (24 años) | Ciudad Deportiva Nora Leticia Rocha   | 4 000  |                      |
| Chapulineros             | Jesús López Meneses | San Jerónimo Tlacochahuaya, Oaxaca   | 1983 (42 años) | Independiente MRCI                    | 5 000  |                      |
| Ciervos F.C.             | Pablo Robles        | Chalco, Estado de México             | 2017 (7 años)  | Arreola                               | 2 000  |                      |
| Cuautla                  | Carlos González     | Cuautla, Morelos                     | 1952 (73 años) | Isidro Gil Tapia                      | 5 000  |                      |
| Deportivo Chimalhuacán   | Edgar Jiménez       | Chimalhuacán, Estado de México       | 2011 (14 años) | Deportivo La Laguna                   | 5 000  |                      |
| Deportivo Dongu          | René Fuentes        | Cuautitlán, Estado de México         | 2019 (5 años)  | Los Pinos                             | 5 000  |                      |
| Dorados de Sinaloa "B"   | Marco Marroquín     | Navolato, Sinaloa                    | 2016 (8 años)  | Juventud                              | 2 000  | Dorados de Sinaloa   |
| La Paz                   | Omar Moreno         | La Paz, Baja California Sur          | 2019 (6 años)  | Guaycura                              | 5 209  |                      |
| Mineros de Zacatecas "B" | Esteban Vega        | Zacatecas, Zacatecas                 | 2015 (10 años) | Universitario Unidad Deportiva Norte  | 5 000  | Mineros de Zacatecas |
| Real Canamy              | Miguel Ángel Limón  | Oaxtepec, Morelos                    | 2019 (5 años)  | Centro Vacacional IMSS                | 9 000  | Sporting Canamy      |
| Zitácuaro                | Leonardo Pipino     | Heroica Zitácuaro, Michoacán         | 1995 (30 años) | Ignacio López Rayón                   | 10 000 |                      |

### Cambios de entrenadores
| Equipo                 | Entrenador (jornadas)                              |
| ---------------------- | -------------------------------------------------- |
| Calor                  | Luis Lozoya (1 - 5) Pedro Muñoz (6 - )             |
| Deportivo Chimalhuacán | Eduardo Bacas (1 - 5) Edgar Jiménez (6 - )         |
| Real Canamy            | Salvador Benz (1 - 8) Miguel Ángel Limón (9 - )    |
| Ciervos                | Mario Trejo (1 - 11) Pablo Robles (12 - )          |
| Zitácuaro              | Víctor Reyes (1 - 11) Leonardo Pipino (12 - )      |
| Cafessa                | Víctor Montiel (1 - 13) Paulo César Chávez (14 - ) |
| Cuautla                | Diego Díaz (1 - 13) Carlos González (14 - )        |

## Torneo regular
- Horarios mostrados en tiempo local. El huso horario en La Paz y Navolato es una hora menor que en el centro del país.
- Calendario oficial disponible en la página oficial de la competición Archivado el 5 de octubre de 2019 en Wayback Machine..

### Primera Vuelta
| Jornada 1       | Jornada 1     | Jornada 1              | Jornada 1                | Jornada 1    | Jornada 1 | Jornada 1    | Jornada 1  | Jornada 1 | Jornada 1 |
| Local           | Resultado     | Visitante              | Estadio                  | Fecha        | Hora      | Espectadores | Amonestado | Expulsado |           |
| --------------- | ------------- | ---------------------- | ------------------------ | ------------ | --------- | ------------ | ---------- | --------- | --------- |
| Calor           | (6) 3 - 3 (5) | Cafessa                | C.D. Nora Leticia Rocha  | 16 de agosto | 20:00     | 650          | 3          | 0         |           |
| Mineros "B"     | 8 - 1         | Ciervos                | Universitario U.D. Norte | 17 de agosto | 11:00     | 150          | 1          | 0         |           |
| Deportivo Dongu | 1 - 1         | Dorados "B"            | Los Pinos                | 17 de agosto | 16:00     | 500          | 4          | 0         |           |
| Chapulineros    | 2 - 0         | Real Canamy            | Independiente MRCI       | 17 de agosto | 16:00     | 300          | 1          | 0         |           |
| Zitácuaro       | 1 - 0         | At. San Francisco      | Ignacio López Rayón      | 17 de agosto | 16:00     | 400          | 5          | 0         |           |
| La Paz          | 3 - 2         | Deportivo Chimalhuacán | Guaycura                 | 17 de agosto | 20:10     | 3 000        | 2          | 0         |           |
| Cuautla         | 1 - 2         | Aguacateros CDU        | Isidro Gil Tapia         | 18 de agosto | 16:00     | 3 000        | 5          | 1         |           |

| Jornada 2              | Jornada 2 | Jornada 2       | Jornada 2                 | Jornada 2    | Jornada 2 | Jornada 2    | Jornada 2  | Jornada 2 | Jornada 2 |
| Local                  | Resultado | Visitante       | Estadio                   | Fecha        | Hora      | Espectadores | Amonestado | Expulsado |           |
| ---------------------- | --------- | --------------- | ------------------------- | ------------ | --------- | ------------ | ---------- | --------- | --------- |
| Cafessa                | 1 - 1     | Cuautla         | U.D. Mariano Otero        | 23 de agosto | 20:00     | 200          | 4          | 1         |           |
| Dorados "B"            | 1 - 1     | Calor           | Juventud                  | 24 de agosto | 10:00     | 100          | 4          | 0         |           |
| Ciervos                | 0 - 3     | La Paz          | Arreola                   | 24 de agosto | 16:00     | 400          | 0          | 0         |           |
| Deportivo Chimalhuacán | 0 - 2     | Deportivo Dongu | La Laguna                 | 24 de agosto | 16:00     | 300          | 3          | 1         |           |
| At. San Francisco      | 3 - 2     | Mineros "B"     | Domingo Velázquez         | 24 de agosto | 16:00     | 300          | 1          | 0         |           |
| Aguacateros CDU        | 3 - 1     | Chapulineros    | U.D. Hermanos López Rayón | 24 de agosto | 16:00     | 0 (Veto)     | 4          | 1         |           |
| Real Canamy            | 3 - 2     | Zitácuaro       | Centro Vacacional IMSS    | 24 de agosto | 17:00     | 100          | 0          | 0         |           |

| Jornada 3       | Jornada 3     | Jornada 3              | Jornada 3                | Jornada 3    | Jornada 3 | Jornada 3    | Jornada 3  | Jornada 3 | Jornada 3 |
| Local           | Resultado     | Visitante              | Estadio                  | Fecha        | Hora      | Espectadores | Amonestado | Expulsado |           |
| --------------- | ------------- | ---------------------- | ------------------------ | ------------ | --------- | ------------ | ---------- | --------- | --------- |
| Calor           | 2 - 3         | Cuautla                | C.D. Nora Leticia Rocha  | 30 de agosto | 20:36     | 500          | 6          | 3         |           |
| Dorados "B"     | 5 - 2         | Deportivo Chimalhuacán | Juventud                 | 31 de agosto | 10:00     | 200          | 3          | 1         |           |
| Mineros "B"     | (5) 3 - 3 (4) | Real Canamy            | Universitario U.D. Norte | 31 de agosto | 11:00     | 100          | 3          | 0         |           |
| Chapulineros    | 0 - 1         | Cafessa                | Independiente MRCI       | 31 de agosto | 16:00     | 150          | 3          | 0         |           |
| Deportivo Dongu | 4 - 1         | Ciervos                | Los Pinos                | 31 de agosto | 16:00     | 200          | 3          | 0         |           |
| Zitácuaro       | 1 - 0         | Aguacateros CDU        | Ignacio López Rayón      | 31 de agosto | 16:00     | 1 100        | 6          | 0         |           |
| La Paz          | 0 - 1         | At. San Francisco      | Guaycura                 | 31 de agosto | 20:10     | 3 000        | 6          | 2         |           |

| Jornada 4              | Jornada 4     | Jornada 4       | Jornada 4                 | Jornada 4       | Jornada 4 | Jornada 4    | Jornada 4  | Jornada 4 | Jornada 4 |
| Local                  | Resultado     | Visitante       | Estadio                   | Fecha           | Hora      | Espectadores | Amonestado | Expulsado |           |
| ---------------------- | ------------- | --------------- | ------------------------- | --------------- | --------- | ------------ | ---------- | --------- | --------- |
| Cafessa                | (4) 3 - 3 (5) | Zitácuaro       | U.D. Mariano Otero        | 6 de septiembre | 20:00     | 500          | 6          | 0         |           |
| At. San Francisco      | 1 - 0         | Deportivo Dongu | Domingo Velázquez         | 7 de septiembre | 16:00     | 300          | 3          | 0         |           |
| Deportivo Chimalhuacán | 0 - 0         | Calor           | La Laguna                 | 7 de septiembre | 16:00     | 100          | 6          | 0         |           |
| Ciervos                | 1 - 0         | Dorados "B"     | Arreola                   | 7 de septiembre | 16:00     | 150          | 3          | 0         |           |
| Aguacateros CDU        | 1 - 1         | Mineros "B"     | U.D. Hermanos López Rayón | 7 de septiembre | 16:00     | 850          | 4          | 0         |           |
| Real Canamy            | (4) 5 - 5 (5) | La Paz          | Centro Vacacional IMSS    | 7 de septiembre | 17:00     | 300          | 5          | 0         |           |
| Cuautla                | 3 - 1         | Chapulineros    | Isidro Gil Tapia          | 8 de septiembre | 16:00     | 300          | 5          | 0         |           |

| Jornada 5              | Jornada 5 | Jornada 5         | Jornada 5                | Jornada 5        | Jornada 5 | Jornada 5    | Jornada 5  | Jornada 5 | Jornada 5 |
| Local                  | Resultado | Visitante         | Estadio                  | Fecha            | Hora      | Espectadores | Amonestado | Expulsado |           |
| ---------------------- | --------- | ----------------- | ------------------------ | ---------------- | --------- | ------------ | ---------- | --------- | --------- |
| Calor                  | 0 - 0     | Chapulineros      | C.D. Nora Leticia Rocha  | 13 de septiembre | 20:36     | 800          | 5          | 1         |           |
| Dorados "B"            | 1 - 0     | At. San Francisco | Juventud                 | 14 de septiembre | 10:00     | 200          | 4          | 1         |           |
| Mineros "B"            | 5 - 0     | Cafessa           | Universitario U.D. Norte | 14 de septiembre | 11:00     | 50           | 6          | 0         |           |
| Deportivo Chimalhuacán | 2 - 1     | Ciervos           | La Laguna                | 14 de septiembre | 16:00     | 0            | 6          | 2         |           |
| Zitácuaro              | 1 - 0     | Cuautla           | Ignacio López Rayón      | 14 de septiembre | 16:00     | 200          | 4          | 0         |           |
| La Paz                 | 2 - 3     | Aguacateros CDU   | Guaycura                 | 14 de septiembre | 20:10     | 2 336        | 4          | 2         |           |
| Deportivo Dongu        | 1 - 1     | Real Canamy       | Los Pinos                | 16 de septiembre | 17:00     | 500          | 0          | 0         |           |

| Jornada 6         | Jornada 6     | Jornada 6              | Jornada 6                 | Jornada 6        | Jornada 6 | Jornada 6    | Jornada 6  | Jornada 6 | Jornada 6 |
| Local             | Resultado     | Visitante              | Estadio                   | Fecha            | Hora      | Espectadores | Amonestado | Expulsado |           |
| ----------------- | ------------- | ---------------------- | ------------------------- | ---------------- | --------- | ------------ | ---------- | --------- | --------- |
| Cafessa           | 2 - 1         | La Paz                 | U.D. Mariano Otero        | 20 de septiembre | 20:00     | 300          | 4          | 0         |           |
| At. San Francisco | 4 - 1         | Deportivo Chimalhuacán | Domingo Velázquez         | 21 de septiembre | 16:00     | 100          | 2          | 0         |           |
| Ciervos           | (3) 2 - 2 (5) | Calor                  | Arreola                   | 21 de septiembre | 16:00     | 100          | 7          | 0         |           |
| Aguacateros CDU   | 2 - 0         | Deportivo Dongu        | U.D. Hermanos López Rayón | 21 de septiembre | 16:00     | 1 200        | 4          | 0         |           |
| Real Canamy       | 0 - 1         | Dorados "B"            | Centro Vacacional IMSS    | 21 de septiembre | 17:00     | 100          | 0          | 0         |           |
| Cuautla           | 0 - 0         | Mineros "B"            | Isidro Gil Tapia          | 22 de septiembre | 16:00     | 500          | 0          | 0         |           |
| Chapulineros      | 1 - 1         | Zitácuaro              | Independiente MRCI        | 23 de septiembre | 17:00     | 2 000        | 1          | 1         |           |

| Jornada 7              | Jornada 7     | Jornada 7         | Jornada 7                | Jornada 7        | Jornada 7 | Jornada 7    | Jornada 7  | Jornada 7 | Jornada 7 |
| Local                  | Resultado     | Visitante         | Estadio                  | Fecha            | Hora      | Espectadores | Amonestado | Expulsado |           |
| ---------------------- | ------------- | ----------------- | ------------------------ | ---------------- | --------- | ------------ | ---------- | --------- | --------- |
| Calor                  | 1 - 0         | Zitácuaro         | C.D. Nora Leticia Rocha  | 27 de septiembre | 20:36     | 500          | 5          | 0         |           |
| Dorados "B"            | 1 - 1         | Aguacateros CDU   | Juventud                 | 28 de septiembre | 10:00     | 100          |            |           |           |
| Mineros "B"            | (5) 3 - 3 (4) | Chapulineros      | Universitario U.D. Norte | 28 de septiembre | 11:00     | 100          | 5          | 0         |           |
| Deportivo Chimalhuacán | 2 - 3         | Real Canamy       | La Laguna                | 28 de septiembre | 16:00     | 150          |            |           |           |
| Deportivo Dongu        | 0 - 1         | Cafessa           | Los Pinos                | 28 de septiembre | 16:00     | 100          | 5          | 0         |           |
| Ciervos                | 0 - 1         | At. San Francisco | Arreola                  | 28 de septiembre | 16:00     | 200          | 4          | 2         |           |
| La Paz                 | (4) 2 - 2 (3) | Cuautla           | Guaycura                 | 28 de septiembre | 20:10     | 1 500        | 3          | 1         |           |

| Jornada 8         | Jornada 8 | Jornada 8              | Jornada 8                 | Jornada 8    | Jornada 8 | Jornada 8    | Jornada 8  | Jornada 8 | Jornada 8 |
| Local             | Resultado | Visitante              | Estadio                   | Fecha        | Hora      | Espectadores | Amonestado | Expulsado |           |
| ----------------- | --------- | ---------------------- | ------------------------- | ------------ | --------- | ------------ | ---------- | --------- | --------- |
| Cafessa           | 0 - 0     | Dorados "B"            | U.D. Mariano Otero        | 4 de octubre | 20:00     | 200          | 5          | 0         |           |
| At. San Francisco | 4 - 1     | Calor                  | Domingo Velázquez         | 5 de octubre | 16:00     | 200          | 1          | 1         |           |
| Aguacateros CDU   | 9 - 0     | Deportivo Chimalhuacán | U.D. Hermanos López Rayón | 5 de octubre | 16:00     | 1 000        | 4          | 1         |           |
| Chapulineros      | 1 - 1     | La Paz                 | Independiente MRCI        | 5 de octubre | 16:00     | 150          | 1          | 0         |           |
| Real Canamy       | 1 - 3     | Ciervos                | Centro Vacacional IMSS    | 5 de octubre | 17:00     | 100          | 4          | 1         |           |
| Zitácuaro         | 0 - 2     | Mineros "B"            | Ignacio López Rayón       | 6 de octubre | 11:00     | 300          | 3          | 0         |           |
| Cuautla           | 1 - 0     | Deportivo Dongu        | Isidro Gil Tapia          | 6 de octubre | 16:00     | 200          | 2          | 1         |           |

| Jornada 9              | Jornada 9     | Jornada 9       | Jornada 9               | Jornada 9     | Jornada 9 | Jornada 9    | Jornada 9  | Jornada 9 | Jornada 9 |
| Local                  | Resultado     | Visitante       | Estadio                 | Fecha         | Hora      | Espectadores | Amonestado | Expulsado |           |
| ---------------------- | ------------- | --------------- | ----------------------- | ------------- | --------- | ------------ | ---------- | --------- | --------- |
| Calor                  | (4) 2 - 2 (5) | Mineros "B"     | C.D. Nora Leticia Rocha | 11 de octubre | 20:36     | 700          | 5          | 1         |           |
| Dorados "B"            | 1 - 0         | Cuautla         | Juventud                | 12 de octubre | 10:00     | 200          | 5          | 0         |           |
| At. San Francisco      | 4 - 2         | Real Canamy     | Domingo Velázquez       | 12 de octubre | 16:00     | 200          | 0          | 0         |           |
| Deportivo Chimalhuacán | 0 - 4         | Cafessa         | La Laguna               | 12 de octubre | 16:00     | 100          | 3          | 0         |           |
| Ciervos                | 0 - 2         | Aguacateros CDU | Arreola                 | 12 de octubre | 16:00     | 150          | 2          | 0         |           |
| Deportivo Dongu        | 0 - 4         | Chapulineros    | Los Pinos               | 12 de octubre | 16:00     | 200          | 0          | 0         |           |
| La Paz                 | 1 - 1         | Zitácuaro       | Guaycura                | 12 de octubre | 20:10     | 1 154        | 1          | 1         |           |

| Jornada 10      | Jornada 10    | Jornada 10             | Jornada 10                | Jornada 10    | Jornada 10 | Jornada 10   | Jornada 10 | Jornada 10 | Jornada 10 |
| Local           | Resultado     | Visitante              | Estadio                   | Fecha         | Hora       | Espectadores | Amonestado | Expulsado  |            |
| --------------- | ------------- | ---------------------- | ------------------------- | ------------- | ---------- | ------------ | ---------- | ---------- | ---------- |
| Cafessa         | 6 - 1         | Ciervos                | U.D. Mariano Otero        | 18 de octubre | 20:00      | 100          | 2          | 0          |            |
| Mineros "B"     | 2 - 3         | La Paz                 | Universitario U.D. Norte  | 19 de octubre | 11:00      | 200          | 5          | 0          |            |
| Aguacateros CDU | 0 - 0         | At. San Francisco      | U.D. Hermanos López Rayón | 19 de octubre | 16:00      | 2 500        | 0          | 0          |            |
| Chapulineros    | 4 - 0         | Dorados "B"            | Independiente MRCI        | 19 de octubre | 16:00      | 100          | 0          | 0          |            |
| Real Canamy     | 0 - 2         | Calor                  | Centro Vacacional IMSS    | 19 de octubre | 17:00      | 100          | 1          | 0          |            |
| Cuautla         | (4) 2 - 2 (3) | Deportivo Chimalhuacán | Isidro Gil Tapia          | 20 de octubre | 16:00      | 500          | 6          | 0          |            |
| Zitácuaro       | 1 - 0         | Deportivo Dongu        | Ignacio López Rayón       | 21 de octubre | 17:00      | 1 000        | 0          | 0          |            |

| Jornada 11             | Jornada 11 | Jornada 11      | Jornada 11              | Jornada 11    | Jornada 11 | Jornada 11   | Jornada 11 | Jornada 11 | Jornada 11 |
| Local                  | Resultado  | Visitante       | Estadio                 | Fecha         | Hora       | Espectadores | Amonestado | Expulsado  |            |
| ---------------------- | ---------- | --------------- | ----------------------- | ------------- | ---------- | ------------ | ---------- | ---------- | ---------- |
| At. San Francisco      | 2 - 1      | Cafessa         | Domingo Velázquez       | 25 de octubre | 19:00      | 1 000        | 4          | 2          |            |
| Calor                  | 3 - 0      | La Paz          | C.D. Nora Leticia Rocha | 25 de octubre | 20:00      | 100          | 4          | 0          |            |
| Dorados "B"            | 4 - 1      | Zitácuaro       | Juventud                | 26 de octubre | 10:00      | 100          | 2          | 0          |            |
| Deportivo Chimalhuacán | 0 - 1      | Chapulineros    | La Laguna               | 26 de octubre | 16:00      | 250          | 5          | 0          |            |
| Ciervos                | 1 - 4      | Cuautla         | Arreola                 | 26 de octubre | 16:00      | 200          | 2          | 0          |            |
| Deportivo Dongu        | 0 - 2      | Mineros "B"     | Los Pinos               | 26 de octubre | 16:00      | 500          | 3          | 0          |            |
| Real Canamy            | 1 - 0      | Aguacateros CDU | Centro Vacacional IMSS  | 26 de octubre | 17:00      | 200          | 5          | 0          |            |

| Jornada 12   | Jornada 12 | Jornada 12             | Jornada 12               | Jornada 12      | Jornada 12 | Jornada 12   | Jornada 12 | Jornada 12 | Jornada 12 |
| Local        | Resultado  | Visitante              | Estadio                  | Fecha           | Hora       | Espectadores | Amonestado | Expulsado  |            |
| ------------ | ---------- | ---------------------- | ------------------------ | --------------- | ---------- | ------------ | ---------- | ---------- | ---------- |
| Cafessa      | 0 - 2      | Real Canamy            | U.D. Mariano Otero       | 8 de noviembre  | 20:00      | 200          | 3          | 0          |            |
| Calor        | 0 - 0      | Aguacateros CDU        | C.D. Nora Leticia Rocha  | 8 de noviembre  | 20:00      | 600          | 5          | 0          |            |
| Mineros "B"  | 5 - 2      | Dorados "B"            | Universitario U.D. Norte | 9 de noviembre  | 11:00      | 100          | 2          | 0          |            |
| Zitácuaro    | 1 - 1      | Deportivo Chimalhuacán | Ignacio López Rayón      | 9 de noviembre  | 15:00      | 300          | 5          | 1          |            |
| Chapulineros | 3 - 0      | Ciervos                | Independiente MRCI       | 9 de noviembre  | 15:00      | 50           | 3          | 0          |            |
| La Paz       | 7 - 0      | Deportivo Dongu        | Guaycura                 | 9 de noviembre  | 20:10      | 1 700        | 1          | 0          |            |
| Cuautla      | 1 - 0      | At. San Francisco      | Isidro Gil Tapia         | 10 de noviembre | 15:30      | 300          | 5          | 0          |            |

| Jornada 13             | Jornada 13 | Jornada 13   | Jornada 13                | Jornada 13      | Jornada 13 | Jornada 13   | Jornada 13 | Jornada 13 | Jornada 13 |
| Local                  | Resultado  | Visitante    | Estadio                   | Fecha           | Hora       | Espectadores | Amonestado | Expulsado  |            |
| ---------------------- | ---------- | ------------ | ------------------------- | --------------- | ---------- | ------------ | ---------- | ---------- | ---------- |
| At. San Francisco      | 1 - 2      | Chapulineros | Domingo Velázquez         | 15 de noviembre | 19:30      | 1 000        | 5          | 2          |            |
| Dorados "B"            | 0 - 2      | La Paz       | Juventud                  | 16 de noviembre | 10:00      | 100          | 2          | 0          |            |
| Deportivo Chimalhuacán | 0 - 6      | Mineros "B"  | Tezontepec 1966           | 16 de noviembre | 15:00      | 500          | 5          | 0          |            |
| Deportivo Dongu        | 1 - 2      | Calor        | Los Pinos                 | 16 de noviembre | 15:00      | 150          | 5          | 0          |            |
| Ciervos                | 2 - 0      | Zitácuaro    | Arreola                   | 16 de noviembre | 15:00      | 100          | 5          | 0          |            |
| Aguacateros CDU        | 1 - 0      | Cafessa      | U.D. Hermanos López Rayón | 16 de noviembre | 15:00      | 300          | 4          | 0          |            |
| Real Canamy            | 2 - 1      | Cuautla      | Centro Vacacional IMSS    | 17 de noviembre | 15:00      | 1 000        | 3          | 0          |            |

### Segunda Vuelta
| Jornada 14             | Jornada 14 | Jornada 14      | Jornada 14                | Jornada 14  | Jornada 14 | Jornada 14   | Jornada 14 | Jornada 14 | Jornada 14 |
| Local                  | Resultado  | Visitante       | Estadio                   | Fecha       | Hora       | Espectadores | Amonestado | Expulsado  |            |
| ---------------------- | ---------- | --------------- | ------------------------- | ----------- | ---------- | ------------ | ---------- | ---------- | ---------- |
| At. San Francisco      | 2 - 1      | Zitácuaro       | Domingo Velázquez         | 10 de enero | 19:30      | 1 000        | 2          | 0          |            |
| Cafessa                | 0 - 1      | Calor           | U.D. Mariano Otero        | 10 de enero | 20:00      | 400          | 4          | 0          |            |
| Dorados "B"            | 2 - 0      | Deportivo Dongu | Juventud                  | 11 de enero | 10:00      | 100          | 1          | 1          |            |
| Aguacateros CDU        | 0 - 0      | Cuautla         | U.D. Hermanos López Rayón | 11 de enero | 15:00      | 500          | 3          | 0          |            |
| Ciervos                | 1 - 0      | Mineros "B"     | Arreola                   | 11 de enero | 15:00      | 150          | 6          | 0          |            |
| Real Canamy            | 0 - 3      | Chapulineros    | Centro Vacacional IMSS    | Suspendido  | N/A        | N/A          | N/A        | N/A        |            |
| Deportivo Chimalhuacán | 0 - 3      | La Paz          | La Laguna                 | Suspendido  | N/A        | N/A          | N/A        | N/A        |            |

| Jornada 15      | Jornada 15    | Jornada 15             | Jornada 15               | Jornada 15  | Jornada 15 | Jornada 15   | Jornada 15 | Jornada 15 | Jornada 15 |
| Local           | Resultado     | Visitante              | Estadio                  | Fecha       | Hora       | Espectadores | Amonestado | Expulsado  |            |
| --------------- | ------------- | ---------------------- | ------------------------ | ----------- | ---------- | ------------ | ---------- | ---------- | ---------- |
| Calor           | 3 - 0         | Dorados "B"            | C.D. Nora Leticia Rocha  | 17 de enero | 20:00      | 200          | 5          | 1          |            |
| Mineros "B"     | (4) 2 - 2 (3) | At. San Francisco      | Universitario U.D. Norte | 18 de enero | 11:00      | 150          | 5          | 0          |            |
| Deportivo Dongu | 2 - 1         | Deportivo Chimalhuacán | Los Pinos                | 18 de enero | 15:00      | 200          | 4          | 1          |            |
| Chapulineros    | 0 - 1         | Aguacateros CDU        | Independiente MRCI       | 18 de enero | 15:00      | 50           | 2          | 0          |            |
| Zitácuaro       | 2 - 1         | Real Canamy            | Ignacio López Rayón      | 18 de enero | 15:00      | 200          | 2          | 0          |            |
| La Paz          | 2 - 0         | Ciervos                | Guaycura                 | 18 de enero | 20:10      | 1 500        | 1          | 0          |            |
| Cuautla         | 1 - 0         | Cafessa                | Isidro Gil Tapia         | 19 de enero | 15:00      | 500          | 6          | 1          |            |

| Jornada 16             | Jornada 16    | Jornada 16      | Jornada 16                | Jornada 16  | Jornada 16 | Jornada 16   | Jornada 16 | Jornada 16 | Jornada 16 |
| Local                  | Resultado     | Visitante       | Estadio                   | Fecha       | Hora       | Espectadores | Amonestado | Expulsado  |            |
| ---------------------- | ------------- | --------------- | ------------------------- | ----------- | ---------- | ------------ | ---------- | ---------- | ---------- |
| At. San Francisco      | 1 - 1         | La Paz          | Domingo Velázquez         | 24 de enero | 19:30      | 800          | 11         | 1          |            |
| Cafessa                | 0 - 1         | Chapulineros    | U.D. Mariano Otero        | 24 de enero | 20:00      | 300          | 4          | 0          |            |
| Real Canamy            | (7) 2 - 2 (8) | Mineros "B"     | Centro Vacacional IMSS    | 25 de enero | 12:00      | 50           | 1          | 0          |            |
| Deportivo Chimalhuacán | 0 - 2         | Dorados "B"     | La Laguna                 | 25 de enero | 15:00      | 50           | 4          | 1          |            |
| Aguacateros CDU        | (4) 2 - 2 (3) | Zitácuaro       | U.D. Hermanos López Rayón | 25 de enero | 15:00      | 900          | 2          | 0          |            |
| Ciervos                | 2 - 3         | Deportivo Dongu | Arreola                   | 25 de enero | 15:00      | 100          | 6          | 2          |            |
| Cuautla                | 4 - 0         | Calor           | Isidro Gil Tapia          | 26 de enero | 15:00      | 1 050        | 3          | 1          |            |

| Jornada 17      | Jornada 17    | Jornada 17             | Jornada 17               | Jornada 17   | Jornada 17 | Jornada 17   | Jornada 17 | Jornada 17 | Jornada 17 |
| Local           | Resultado     | Visitante              | Estadio                  | Fecha        | Hora       | Espectadores | Amonestado | Expulsado  |            |
| --------------- | ------------- | ---------------------- | ------------------------ | ------------ | ---------- | ------------ | ---------- | ---------- | ---------- |
| Calor           | 3 - 0         | Deportivo Chimalhuacán | C.D. Nora Leticia Rocha  | 31 de enero  | 20:00      | 200          | 3          | 0          |            |
| Dorados "B"     | 4 - 1         | Ciervos                | Juventud                 | 1 de febrero | 10:00      | 50           | 4          | 0          |            |
| Mineros "B"     | 3 - 0         | Aguacateros CDU        | Universitario U.D. Norte | 1 de febrero | 11:00      | 50           | 3          | 0          |            |
| Chapulineros    | (9) 2 - 2 (8) | Cuautla                | Independiente MRCI       | 1 de febrero | 15:00      | 100          | 2          | 0          |            |
| Deportivo Dongu | 1 - 1         | At. San Francisco      | Los Pinos                | 1 de febrero | 15:00      | 150          | 4          | 0          |            |
| Zitácuaro       | 1 - 2         | Cafessa                | Ignacio López Rayón      | 1 de febrero | 15:00      | 450          | 4          | 0          |            |
| La Paz          | 1 - 1         | Real Canamy            | Guaycura                 | 1 de febrero | 20:10      | 1 000        |            |            |            |

| Jornada 18        | Jornada 18 | Jornada 18             | Jornada 18                | Jornada 18   | Jornada 18 | Jornada 18   | Jornada 18 | Jornada 18 | Jornada 18 |
| Local             | Resultado  | Visitante              | Estadio                   | Fecha        | Hora       | Espectadores | Amonestado | Expulsado  |            |
| ----------------- | ---------- | ---------------------- | ------------------------- | ------------ | ---------- | ------------ | ---------- | ---------- | ---------- |
| At. San Francisco | 1 - 0      | Dorados "B"            | Domingo Velázquez         | 7 de febrero | 19:30      | 1 000        | 2          | 1          |            |
| Cafessa           | 1 - 0      | Mineros "B"            | U.D. Mariano Otero        | 7 de febrero | 20:00      | 300          | 5          | 2          |            |
| Real Canamy       | 1 - 0      | Deportivo Dongu        | Centro Vacacional IMSS    | 8 de febrero | 12:00      | 80           | 4          | 0          |            |
| Aguacateros CDU   | 1 - 2      | La Paz                 | U.D. Hermanos López Rayón | 8 de febrero | 15:00      | 500          | 8          | 1          |            |
| Chapulineros      | 0 - 1      | Calor                  | Independiente MRCI        | 8 de febrero | 15:00      | 50           | 6          | 0          |            |
| Ciervos           | 2 - 0      | Deportivo Chimalhuacán | Arreola                   | 8 de febrero | 15:00      | 200          | 3          | 2          |            |
| Cuautla           | 1 - 0      | Zitácuaro              | Isidro Gil Tapia          | 9 de febrero | 15:00      | 300          | 1          | 0          |            |

| Jornada 19             | Jornada 19    | Jornada 19        | Jornada 19               | Jornada 19    | Jornada 19 | Jornada 19   | Jornada 19 | Jornada 19 | Jornada 19 |
| Local                  | Resultado     | Visitante         | Estadio                  | Fecha         | Hora       | Espectadores | Amonestado | Expulsado  |            |
| ---------------------- | ------------- | ----------------- | ------------------------ | ------------- | ---------- | ------------ | ---------- | ---------- | ---------- |
| Calor                  | 2 - 0         | Ciervos           | C.D. Nora Leticia Rocha  | 14 de febrero | 20:00      | 200          | 3          | 0          |            |
| Dorados "B"            | 0 - 2         | Real Canamy       | Juventud                 | 15 de febrero | 10:00      | 100          | 0          | 0          |            |
| Mineros "B"            | 2 - 1         | Cuautla           | Universitario U.D. Norte | 15 de febrero | 11:00      | 50           | 5          | 1          |            |
| Deportivo Chimalhuacán | 1 - 3         | At. San Francisco | La Laguna                | 15 de febrero | 15:00      | 200          | 2          | 0          |            |
| Deportivo Dongu        | (2) 2 - 2 (4) | Aguacateros CDU   | Los Pinos                | 15 de febrero | 15:00      | 100          | 4          | 0          |            |
| Zitácuaro              | 1 - 0         | Chapulineros      | Ignacio López Rayón      | 15 de febrero | 15:00      | 200          | 5          | 0          |            |
| La Paz                 | 2 - 1         | Cafessa           | Guaycura                 | 15 de febrero | 20:10      | 2 000        | 7          | 0          |            |

| Jornada 20        | Jornada 20 | Jornada 20             | Jornada 20                | Jornada 20    | Jornada 20 | Jornada 20   | Jornada 20 | Jornada 20 | Jornada 20 |
| Local             | Resultado  | Visitante              | Estadio                   | Fecha         | Hora       | Espectadores | Amonestado | Expulsado  |            |
| ----------------- | ---------- | ---------------------- | ------------------------- | ------------- | ---------- | ------------ | ---------- | ---------- | ---------- |
| At. San Francisco | 3 - 1      | Ciervos                | Domingo Velázquez         | 21 de febrero | 19:30      | 500          | 2          | 0          |            |
| Cafessa           | 5 - 2      | Deportivo Dongu        | U.D. Mariano Otero        | 21 de febrero | 20:00      | 300          | 3          | 0          |            |
| Zitácuaro         | 1 - 0      | Calor                  | Ignacio López Rayón       | 22 de febrero | 15:00      | 300          | 6          | 2          |            |
| Aguacateros CDU   | 3 - 0      | Dorados "B"            | U.D. Hermanos López Rayón | 22 de febrero | 15:00      | 600          | 4          | 0          |            |
| Chapulineros      | 1 - 1      | Mineros "B"            | Independiente MRCI        | 22 de febrero | 15:00      | 100          | 0          | 0          |            |
| Cuautla           | 3 - 1      | La Paz                 | Isidro Gil Tapia          | 23 de febrero | 15:00      | 1 000        | 5          | 1          |            |
| Real Canamy       | 5 - 0      | Deportivo Chimalhuacán | Centro Vacacional IMSS    | 25 de febrero | 12:00      | 100          | 5          | 0          |            |

| Jornada 21             | Jornada 21 | Jornada 21        | Jornada 21               | Jornada 21    | Jornada 21 | Jornada 21   | Jornada 21 | Jornada 21 | Jornada 21 |
| Local                  | Resultado  | Visitante         | Estadio                  | Fecha         | Hora       | Espectadores | Amonestado | Expulsado  |            |
| ---------------------- | ---------- | ----------------- | ------------------------ | ------------- | ---------- | ------------ | ---------- | ---------- | ---------- |
| Calor                  | 1 - 0      | At. San Francisco | C.D. Nora Leticia Rocha  | 28 de febrero | 20:00      | 200          | 4          | 1          |            |
| Dorados "B"            | 1 - 2      | Cafessa           | Juventud                 | 29 de febrero | 10:00      | 200          | 3          | 0          |            |
| Mineros "B"            | 1 - 0      | Zitácuaro         | Universitario U.D. Norte | 29 de febrero | 11:00      | 50           | 5          | 2          |            |
| Deportivo Dongu        | 2 - 1      | Cuautla           | Los Pinos                | 29 de febrero | 15:00      | 300          | 7          | 4          |            |
| Deportivo Chimalhuacán | 1 - 3      | Aguacateros CDU   | La Laguna                | 29 de febrero | 15:00      | 100          | 3          | 1          |            |
| Ciervos                | 0 - 2      | Real Canamy       | Arreola                  | 29 de febrero | 15:00      | 100          | 1          | 0          |            |
| La Paz                 | 4 - 1      | Chapulineros      | Guaycura                 | 2 de marzo    | 18:00      | 3 300        | 1          | 0          |            |

| Jornada 22      | Jornada 22    | Jornada 22             | Jornada 22                | Jornada 22 | Jornada 22 | Jornada 22   | Jornada 22 | Jornada 22 | Jornada 22 |
| Local           | Resultado     | Visitante              | Estadio                   | Fecha      | Hora       | Espectadores | Amonestado | Expulsado  |            |
| --------------- | ------------- | ---------------------- | ------------------------- | ---------- | ---------- | ------------ | ---------- | ---------- | ---------- |
| Cafessa         | 6 - 0         | Deportivo Chimalhuacán | U.D. Mariano Otero        | 6 de marzo | 20:00      | 200          | 3          | 0          |            |
| Mineros "B"     | (4) 3 - 3 (5) | Calor                  | Universitario U.D. Norte  | 7 de marzo | 11:00      | 50           | 2          | 1          |            |
| Real Canamy     | 0 - 6         | At. San Francisco      | Centro Vacacional IMSS    | 7 de marzo | 12:00      | 100          | 2          | 0          |            |
| Aguacateros CDU | 3 - 1         | Ciervos                | U.D. Hermanos López Rayón | 7 de marzo | 15:00      | 400          | 3          | 1          |            |
| Zitácuaro       | 0 - 2         | La Paz                 | Ignacio López Rayón       | 7 de marzo | 15:00      | 200          | 4          | 0          |            |
| Cuautla         | 1 - 0         | Dorados "B"            | Isidro Gil Tapia          | 8 de marzo | 15:00      | 1 000        | 2          | 0          |            |
| Chapulineros    | 3 - 2         | Deportivo Dongu        | Independiente MRCI        | 9 de marzo | 17:00      | 1 000        | 4          | 1          |            |

| Jornada 23             | Jornada 23 | Jornada 23      | Jornada 23              | Jornada 23  | Jornada 23 | Jornada 23         | Jornada 23 | Jornada 23 | Jornada 23 |
| Local                  | Resultado  | Visitante       | Estadio                 | Fecha       | Hora       | Espectadores       | Amonestado | Expulsado  |            |
| ---------------------- | ---------- | --------------- | ----------------------- | ----------- | ---------- | ------------------ | ---------- | ---------- | ---------- |
| At. San Francisco      | 0 - 2      | Aguacateros CDU | Domingo Velázquez       | 13 de marzo | 19:30      | 1 000              | 5          | 0          |            |
| Calor                  | 1 - 1      | Real Canamy     | C.D. Nora Leticia Rocha | 13 de marzo | 20:00      | 500                | 4          | 0          |            |
| Dorados "B"            | 1 - 2      | Chapulineros    | Juventud                | 14 de marzo | 10:00      | 60                 | 2          | 0          |            |
| Deportivo Dongu        | 0 - 1      | Zitácuaro       | Los Pinos               | 14 de marzo | 15:00      | 400                | 7          | 1          |            |
| Deportivo Chimalhuacán | 0 - 2      | Cuautla         | La Laguna               | 14 de marzo | 15:00      | 10                 | 7          | 1          |            |
| Ciervos                | 0 - 4      | Cafessa         | Arreola                 | 14 de marzo | 15:00      | 0 (Puerta Cerrada) | 2          | 0          |            |
| La Paz                 | 1 - 4      | Mineros "B"     | Guaycura                | 14 de marzo | 20:10      | 0 (Puerta Cerrada) | 3          | 0          |            |

| Jornada 24      | Jornada 24 | Jornada 24             | Jornada 24                | Jornada 24 | Jornada 24 | Jornada 24   | Jornada 24 | Jornada 24 | Jornada 24 |
| Local           | Resultado  | Visitante              | Estadio                   | Fecha      | Hora       | Espectadores | Amonestado | Expulsado  |            |
| --------------- | ---------- | ---------------------- | ------------------------- | ---------- | ---------- | ------------ | ---------- | ---------- | ---------- |
| Cafessa         | N/A        | At. San Francisco      | U.D. Mariano Otero        | Cancelado  | Cancelado  | Cancelado    | Cancelado  | Cancelado  |            |
| Mineros "B"     | N/A        | Deportivo Dongu        | Universitario U.D. Norte  | Cancelado  | Cancelado  | Cancelado    | Cancelado  | Cancelado  |            |
| Zitácuaro       | N/A        | Dorados "B"            | Ignacio López Rayón       | Cancelado  | Cancelado  | Cancelado    | Cancelado  | Cancelado  |            |
| Aguacateros CDU | N/A        | Real Canamy            | U.D. Hermanos López Rayón | Cancelado  | Cancelado  | Cancelado    | Cancelado  | Cancelado  |            |
| Chapulineros    | N/A        | Deportivo Chimalhuacán | Independiente MRCI        | Cancelado  | Cancelado  | Cancelado    | Cancelado  | Cancelado  |            |
| La Paz          | N/A        | Calor                  | Guaycura                  | Cancelado  | Cancelado  | Cancelado    | Cancelado  | Cancelado  |            |
| Cuautla         | N/A        | Ciervos                | Isidro Gil Tapia          | Cancelado  | Cancelado  | Cancelado    | Cancelado  | Cancelado  |            |

| Jornada 25             | Jornada 25 | Jornada 25   | Jornada 25                | Jornada 25 | Jornada 25 | Jornada 25   | Jornada 25 | Jornada 25 | Jornada 25 |
| Local                  | Resultado  | Visitante    | Estadio                   | Fecha      | Hora       | Espectadores | Amonestado | Expulsado  |            |
| ---------------------- | ---------- | ------------ | ------------------------- | ---------- | ---------- | ------------ | ---------- | ---------- | ---------- |
| At. San Francisco      | N/A        | Cuautla      | Domingo Velázquez         | Cancelado  | Cancelado  | Cancelado    | Cancelado  | Cancelado  |            |
| Dorados "B"            | N/A        | Mineros "B"  | Juventud                  | Cancelado  | Cancelado  | Cancelado    | Cancelado  | Cancelado  |            |
| Real Canamy            | N/A        | Cafessa      | Centro Vacacional IMSS    | Cancelado  | Cancelado  | Cancelado    | Cancelado  | Cancelado  |            |
| Aguacateros CDU        | N/A        | Calor        | U.D. Hermanos López Rayón | Cancelado  | Cancelado  | Cancelado    | Cancelado  | Cancelado  |            |
| Deportivo Chimalhuacán | N/A        | Zitácuaro    | La Laguna                 | Cancelado  | Cancelado  | Cancelado    | Cancelado  | Cancelado  |            |
| Deportivo Dongu        | N/A        | La Paz       | Los Pinos                 | Cancelado  | Cancelado  | Cancelado    | Cancelado  | Cancelado  |            |
| Ciervos                | N/A        | Chapulineros | Arreola                   | Cancelado  | Cancelado  | Cancelado    | Cancelado  | Cancelado  |            |

| Jornada 26   | Jornada 26 | Jornada 26             | Jornada 26               | Jornada 26 | Jornada 26 | Jornada 26   | Jornada 26 | Jornada 26 | Jornada 26 |
| Local        | Resultado  | Visitante              | Estadio                  | Fecha      | Hora       | Espectadores | Amonestado | Expulsado  |            |
| ------------ | ---------- | ---------------------- | ------------------------ | ---------- | ---------- | ------------ | ---------- | ---------- | ---------- |
| Cafessa      | N/A        | Aguacateros CDU        | U.D. Mariano Otero       | Cancelado  | Cancelado  | Cancelado    | Cancelado  | Cancelado  |            |
| Calor        | N/A        | Deportivo Dongu        | C.D. Nora Leticia Rocha  | Cancelado  | Cancelado  | Cancelado    | Cancelado  | Cancelado  |            |
| Mineros "B"  | N/A        | Deportivo Chimalhuacán | Universitario U.D. Norte | Cancelado  | Cancelado  | Cancelado    | Cancelado  | Cancelado  |            |
| Zitácuaro    | N/A        | Ciervos                | Ignacio López Rayón      | Cancelado  | Cancelado  | Cancelado    | Cancelado  | Cancelado  |            |
| Chapulineros | N/A        | At. San Francisco      | Independiente MRCI       | Cancelado  | Cancelado  | Cancelado    | Cancelado  | Cancelado  |            |
| La Paz       | N/A        | Dorados "B"            | Guaycura                 | Cancelado  | Cancelado  | Cancelado    | Cancelado  | Cancelado  |            |
| Cuautla      | N/A        | Real Canamy            | Isidro Gil Tapia         | Cancelado  | Cancelado  | Cancelado    | Cancelado  | Cancelado  |            |

## Tabla General de Clasificación
| Pos. | Equipo                   | Pts. | PJ | G  | E | P  | GF | GC | Dif. |
| ---- | ------------------------ | ---- | -- | -- | - | -- | -- | -- | ---- |
| 1    | Mineros de Zacatecas "B" | 48   | 23 | 10 | 9 | 4  | 59 | 30 | +29  |
| 2    | Aguacateros CDU          | 48   | 23 | 12 | 7 | 4  | 41 | 19 | +22  |
| 3    | Atlético San Francisco   | 45   | 23 | 13 | 4 | 6  | 40 | 22 | +18  |
| 4    | La Paz                   | 44   | 23 | 11 | 6 | 6  | 49 | 34 | +15  |
| 5    | Club Calor               | 43   | 23 | 10 | 9 | 4  | 34 | 25 | +9   |
| 6    | Cuautla                  | 42   | 23 | 11 | 6 | 6  | 35 | 22 | +13  |
| 7    | Deportivo Cafessa        | 39   | 23 | 11 | 4 | 8  | 43 | 38 | +5   |
| 8    | Chapulineros de Oaxaca   | 38   | 23 | 10 | 6 | 7  | 36 | 26 | +10  |
| 9    | Real Canamy              | 36   | 23 | 9  | 6 | 8  | 38 | 41 | −3   |
| 10   | Zitácuaro                | 30   | 23 | 8  | 5 | 10 | 22 | 29 | −7   |
| 11   | Dorados de Sinaloa "B"   | 29   | 23 | 8  | 4 | 11 | 27 | 33 | −6   |
| 12   | Deportivo Dongu          | 20   | 23 | 5  | 4 | 14 | 23 | 43 | −20  |
| 13   | Ciervos F. C.            | 17   | 23 | 5  | 1 | 17 | 21 | 59 | −38  |
| 14   | Deportivo Chimalhuacán   | 6    | 23 | 1  | 3 | 19 | 15 | 72 | −57  |

 Fuente: SoccerWay

### Evolución de la Clasificación
Fecha de actualización: 14 de marzo de 2020
| Equipo / Jornada | 01 | 02 | 03 | 04 | 05 | 06 | 07 | 08 | 09 | 10 | 11 | 12 | 13 | 14  | 15 | 16 | 17 | 18 | 19 | 20 | 21 | 22 | 23 |
| ---------------- | -- | -- | -- | -- | -- | -- | -- | -- | -- | -- | -- | -- | -- | --- | -- | -- | -- | -- | -- | -- | -- | -- | -- |
| Mineros          | 1  | 4  | 6  | 7  | 3  | 5  | 3  | 3  | 3  | 4  | 3  | 1  | 1  | 1   | 1  | 1  | 1  | 1  | 1  | 2  | 1  | 2  | 1  |
| ACD Uruapan      | 4  | 2  | 3  | 6  | 2  | 1  | 2  | 2  | 1  | 1  | 2  | 3  | 2  | 3   | 2  | 2  | 2  | 5  | 5  | 3  | 2  | 3  | 2  |
| San Francisco    | 12 | 8  | 5  | 2  | 6  | 2  | 1  | 1  | 2  | 2  | 1  | 2  | 3  | 2   | 4  | 4  | 5  | 3  | 2  | 1  | 3  | 1  | 3  |
| La Paz           | 3  | 1  | 2  | 1  | 5  | 7  | 7  | 7  | 6  | 5  | 9  | 7  | 5  | 6*  | 3  | 3  | 3  | 2  | 3  | 4  | 4  | 4  | 4  |
| Calor            | 6  | 5  | 11 | 11 | 11 | 10 | 8  | 9  | 10 | 8  | 7  | 8  | 6  | 4   | 5  | 7  | 6  | 4  | 4  | 5  | 5  | 5  | 5  |
| Cuautla          | 11 | 12 | 9  | 5  | 8  | 9  | 9  | 6  | 8  | 10 | 6  | 4  | 7  | 7   | 7  | 6  | 7  | 6  | 6  | 6  | 6  | 6  | 6  |
| Cafessa          | 7  | 10 | 8  | 8  | 10 | 8  | 6  | 5  | 4  | 3  | 4  | 6  | 8  | 9   | 9  | 10 | 9  | 9  | 10 | 9  | 9  | 7  | 7  |
| Chapulineros     | 2  | 7  | 12 | 12 | 12 | 12 | 12 | 13 | 9  | 9  | 8  | 5  | 4  | 5*  | 6  | 5  | 4  | 7  | 7  | 7  | 8  | 8  | 8  |
| Real Canamy      | 13 | 9  | 10 | 10 | 9  | 11 | 11 | 11 | 12 | 12 | 11 | 11 | 10 | 10* | 11 | 11 | 11 | 10 | 9  | 8  | 7  | 9  | 9  |
| Zitácuaro        | 5  | 6  | 4  | 4  | 1  | 3  | 5  | 8  | 7  | 7  | 10 | 10 | 11 | 11  | 10 | 9  | 10 | 11 | 11 | 11 | 11 | 11 | 10 |
| Dorados          | 9  | 11 | 7  | 9  | 7  | 4  | 4  | 4  | 5  | 6  | 5  | 9  | 9  | 8   | 8  | 8  | 8  | 8  | 8  | 10 | 10 | 10 | 11 |
| Dongu            | 8  | 3  | 1  | 3  | 4  | 6  | 10 | 10 | 11 | 11 | 12 | 12 | 13 | 13  | 13 | 12 | 12 | 13 | 12 | 12 | 12 | 12 | 12 |
| Ciervos          | 14 | 14 | 14 | 13 | 14 | 14 | 14 | 12 | 13 | 13 | 13 | 13 | 12 | 12  | 12 | 13 | 13 | 12 | 13 | 13 | 13 | 13 | 13 |
| Chimalhuacán     | 10 | 13 | 13 | 14 | 13 | 13 | 13 | 14 | 14 | 14 | 14 | 14 | 14 | 14* | 14 | 14 | 14 | 14 | 14 | 14 | 14 | 14 | 14 |

(*) Equipo con partido pendiente al terminar la jornada

## Máximos Goleadores
- Datos según la página oficial de la competición.

 Fecha de actualización: 14 de marzo de 2020
| Pos. | Jugador                 | Equipo                    | Goles | Minutos | Frec.       |
| ---- | ----------------------- | ------------------------- | ----- | ------- | ----------- |
| 1º   | Illian Hernández        | Mineros "B"               | 22    | 2003    | 91.05 min.  |
| 2º   | Aldo Suárez             | La Paz                    | 12    | 1845    | 153.75 min. |
| 3º   | Francisco Mendoza       | Aguacateros CDU           | 11    | 1354    | 123.09 min. |
| =    | Carlos Navarro          | Cuautla / Aguacateros CDU | 11    | 1724    | 156.73 min. |
| =    | Roberto Flores          | Cafessa                   | 11    | 2029    | 184.45 min. |
| 6º   | Cristian Martínez       | Calor                     | 10    | 1754    | 175.4 min.  |
| 7º   | Jorge Lonngy            | Atlético San Francisco    | 9     | 2014    | 223.78 min. |
| =    | Alonso Hernández        | Calor                     | 9     | 1810    | 201.11 min. |
| 9º   | Emmanuel Cabrera        | Ciervos                   | 8     | 1727    | 215.88 min. |
| 10º  | Fernando Moreno         | La Paz                    | 7     | 1867    | 266.71 min. |
| =    | Omar Reyna              | Zitácuaro                 | 7     | 982     | 140.29 min. |
| =    | Kevin Verduzco          | Dorados "B"               | 7     | 1267    | 181 min.    |
| =    | David Arteaga           | Chapulineros              | 7     | 1415    | 202.14 min. |
| =    | Sergio Rivera           | Atlético San Francisco    | 7     | 1664    | 227.71 min. |
| =    | Luis Fernando Hernández | Mineros "B"               | 7     | 1440    | 205.71 min. |

## Asistencia
- Datos según la página oficial de la competición.

 Fecha de actualización: 13 de marzo de 2020
| 1  | 8,000 | 1,143 | Cuautla vs Aguacateros CDU La Paz vs Deportivo Chimalhuacán (3,000)   | Mineros "B" vs Ciervos (150)                                                                       |
| 2  | 1,800 | 257   | Ciervos vs La Paz (400)                                               | Aguacateros CDU vs Chapulineros (0 Veto)                                                           |
| 3  | 5,250 | 750   | La Paz vs Atlético San Francisco (3,000)                              | Mineros "B" vs Real Canamy (100)                                                                   |
| 4  | 2,500 | 357   | Aguacateros CDU vs Mineros "B" (850)                                  | Deportivo Chimalhuacán vs Calor (100)                                                              |
| 5  | 4,086 | 584   | La Paz vs Aguacateros CDU (2,336)                                     | Deportivo Chimalhuacán vs Ciervos (0)                                                              |
| 6  | 4,300 | 614   | Chapulineros vs Zitácuaro (2,000)                                     | Atlético San Francisco vs Deportivo Chimalhuacán Ciervos vs Calor Real Canamy vs Dorados "B" (100) |
| 7  | 2,650 | 379   | La Paz vs Cuautla (1,500)                                             | Dorados "B" vs Aguacateros CDU Mineros "B" vs Chapulineros Deportivo Dongu vs Cafessa (100)        |
| 8  | 2,050 | 293   | Aguacateros CDU vs Deportivo Chimalhuacán (1,000)                     | Real Canamy vs Ciervos (100)                                                                       |
| 9  | 2,704 | 386   | La Paz vs Zitácuaro (1,154)                                           | Deportivo Chimalhuacán vs Cafessa (100)                                                            |
| 10 | 4,500 | 643   | Aguacateros CDU vs Atlético San Francisco (2,500)                     | Cafessa vs Ciervos Chapulineros vs Dorados "B" Real Canamy vs Calor (100)                          |
| 11 | 2,350 | 336   | Atlético San Francisco vs Cafessa (1,000)                             | Calor vs La Paz Dorados "B" vs Zitácuaro (100)                                                     |
| 12 | 3,250 | 464   | La Paz vs Deportivo Dongu (1,700)                                     | Chapulineros vs Ciervos (50)                                                                       |
| 13 | 3,150 | 450   | Atlético San Francisco vs Chapulineros Real Canamy vs Cuautla (1,000) | Dorados "B" vs La Paz Ciervos vs Zitácuaro (100)                                                   |
| 14 | 2,150 | 430   | Atlético San Francisco vs Zitácuaro (1,000)                           | Dorados "B" vs Deportivo Dongu (100)                                                               |
| 15 | 2,800 | 400   | La Paz vs Ciervos (1,500)                                             | Chapulineros vs Aguacateros CDU (50)                                                               |
| 16 | 3,250 | 464   | Cuautla vs Calor (1,050)                                              | Real Canamy vs Mineros "B" Deportivo Chimalhuacán vs Dorados "B" (50)                              |
| 17 | 2,000 | 286   | La Paz vs Real Canamy (1,000)                                         | Dorados "B" vs Ciervos Mineros "B" vs Aguacateros CDU (50)                                         |
| 18 | 2,430 | 347   | Atlético San Francisco vs Dorados "B" (1,000)                         | Chapulineros vs Calor (50)                                                                         |
| 19 | 2,850 | 407   | La Paz vs Cafessa (2,000)                                             | Mineros "B" vs Cuautla (50)                                                                        |
| 20 | 2,900 | 414   | Cuautla vs La Paz (1,000)                                             | Chapulineros vs Mineros "B" Real Canamy vs Deportivo Chimalhuacán (100)                            |
| 21 | 4,250 | 607   | La Paz vs Chapulineros (3,300)                                        | Mineros "B" vs Zitácuaro (50)                                                                      |
| 22 | 2,950 | 421   | Cuautla vs Dorados "B" Chapulineros vs Dongu (1,000)                  | Mineros "B" vs Calor (50)                                                                          |
| 23 | 1,970 | 394   | Atlético San Francisco vs Aguacateros CDU (1,000)                     | La Paz vs Mineros "B" Ciervos vs Cafessa (0)                                                       |